# Macrocera crassicornis
Macrocera crassicornis är en tvåvingeart som beskrevs av Johannes Winnertz 1863. Macrocera crassicornis ingår i släktet Macrocera och familjen platthornsmyggor. Enligt den finländska rödlistan är arten sårbar i Finland. Artens livsmiljö är naturmoskogar. Inga underarter finns listade i Catalogue of Life.